# هلن دالیمور
هلن دالیمور (زاده ۳۱ اکتبر ۱۹۷۱) یک هنرپیشه استرالیایی است که به خاطر ایفای نقش گلیندا در نمایش شرور (موزیکال) در تئاتر وست اند شناخته می‌شود.
دالیمور در آکسفورد، انگلستان و سیدنی، استرالیا بزرگ شد. او در مؤسسه ملی هنرهای دراماتیک در سیدنی آموزش دید و در سال ۱۹۹۵ فارغ‌التحصیل شد. او در سال ۲۰۰۲ جایزه مایک والش را دریافت کرد. پدر و مادر دالیمور دانشگاهی هستند و او یک برادر دارد.